# Габбе, Тамара Григорьевна
Тамара Григорьевна Га́ббе (при рождении Габе, 1903—1960) — советская писательница, переводчица, фольклористка, драматург, редактор и литературовед. Автор популярных сказочных пьес для детей («Город мастеров, или Сказка о двух горбунах», «Авдотья-Рязаночка», «Хрустальный башмачок», «Оловянные кольца» («Волшебные кольца Альманзора»)).

## Биография
Родилась 3 (16) марта 1903 в еврейской семье. Отец — Григорий Михайлович (Гершон Михелевич) Габе (20 мая 1873, Вильна — 1910) — поселился в Санкт-Петербурге не ранее 1894 года, в 1901 году окончил Императорскую медико-хирургическую академию и служил военным врачом. Мать — Евгения Самойловна Габе (Габбе-Гуревич, 1881—1957). Племянница архитектора Рувима Габе. Дед по отцу, Михель Яковлевич Габе (1842—1908), получил разрешение переехать из Вильны в Санкт-Петербург, где был резчиком штемпелей (с 1870 года), мастером (с 1885 года) медальерного отделения Санкт-Петербургского монетного ведомства.
Вместе с отцом семья переезжала по местам его службы (Грозный, Тавасгуст, Гельсингфорс). Последним местом назначения Григория Михайловича стал Выборг, где он умер и был похоронен на местном Сорвальском кладбище. Евгения Самойловна вновь вышла замуж — за стоматолога Соломона Марковича Гуревича (1883—1956), сумевшего стать для Тамары близким человеком.
Тамара успешно училась в Выборгской женской гимназии, изучала немецкий, шведский и французский языки. После отделения Финляндии в декабре 1917 года семья Гуревичей переехала в Петроград.
В 1924 году Тамара поступила на литературный факультет Ленинградского института истории искусств, где зимой 1924–1925 года произошло её знакомство со студентками Лидией Чуковской, Александрой Любарской и Зоей Задунайской. Начавшаяся тогда дружба продолжалась всю их жизнь.
Окончив институт в 1930 году, Тамара некоторое время работала учительницей, затем перешла на работу редактором в детский отдел Госиздата, которым руководил Маршак.
Вышла замуж за инженера Иосифа Израилевича Гинзбурга. Весной 1941 года Гинзбурга осудили на пять лет заключения за то, что негативно высказался о пакте Молотова — Риббентропа, а в 1945 году он погиб в лагере в Карагандинской области при прорыве плотины.
В 1930 году вышла в свет её первая книга — «Воспоминания американского школьника» Томаса Олдрича — пересказ, созданный в соавторстве с Зоей Задунайской, а в 1931 году — также созданный в соавторстве с Зоей Задунайской пересказ романа Джонатана Свифта «Путешествия Гулливера», предназначенный для школьников младших классов.
В 1937 году редакция ленинградского Детиздата была разгромлена и прекратила своё существование. Некоторые сотрудники (включая Лидию Чуковскую) были уволены, другие, в том числе Тамара Габбе, — арестованы. В 1938 году она была освобождена.
Во время Великой Отечественной войны оставалась в блокадном Ленинграде, лишилась там дома и близких. В 1942 году ей вместе с матерью удалось покинуть Ленинград и перебраться в Москву. Весной 1943 года от ран умер её младший брат — сержант Михаил Габбе (1909—1943).
В течение семи лет Тамара была сиделкой у постели безнадёжно больной матери. После войны жила в Москве. Последние годы была неизлечимо больна (рак желудка и печени). Скончалась 2 марта 1960 года.
Похоронена в Москве, на Новодевичьем кладбище (участок № 5) вместе с матерью и отчимом (автор памятника на могиле — её двоюродный брат Михаил Рувимович Габе).

## Творчество
Наиболее известна как автор сборника из пяти пьес «Город мастеров» (1958, 2-е изд. 1961).
Занималась фольклористикой, наиболее значительная работа в этой области — книга «Быль и небыль. Русские народные сказки, легенды, притчи», которая вышла посмертно в 1966 году в Новосибирске с двумя послесловиями — С. Маршака и В. Смирновой.
Ранее (тоже посмертно) вышел сборник «По дорогам сказки» (в соавторстве с А. Любарской, М., 1962). При жизни Тамары Григорьевны в её переводах и пересказах неоднократно издавались французские народные сказки, сказки Перро, сказки Андерсена, братьев Гримм, а также «Путешествия Гулливера» Дж. Свифта. В переводе Габбе и Задунайской вышли «Воспоминания американского школьника» Томаса Олдрича.
Редактор романа «Студенты» Юрия Трифонова, за который последний получил Сталинскую премию 3-й степени.
Все сказки Габбе — о вечных категориях: чести и верности, человеческом достоинстве, глубоких патриотических чувствах. Их конфликтная основа — борьба ума, смелости, душевной щедрости и бескорыстия с глупостью, алчностью и лицемерием.

## Семья
- Двоюродные сёстры — Дина Руфиновна (Руфимовна) Габе (1912—1982), микробиолог; Мира Руфимовна Габе (1914—1984), художник-график.
- Двоюродные братья — Михаил Рувимович Габе (1917—1984), скульптор, художник; Иосиф Рувимович Габе (1922—1991), инженер-радиотехник, изобретатель[19].

### Пьесы
- 1941 — «Хрустальный башмачок», драматическая сказка в четырёх действиях
- 1943 — «Город Мастеров, или Сказка о двух горбунах», представление в четырёх действиях
- 1946 — «Авдотья Рязаночка», драматическая сказка в четырёх действиях и шести картинах
- 1946 — «Хрустальный башмачок» (вариант для художественной самодеятельности)
- 1948 — «Дальнее следование», комедия в одном действии
- 1950 — «Город мастеров, или Сказка о двух горбунах» (вариант для художественной самодеятельности)
- 1953 — «Оловянные кольца» («Волшебные кольца Альманзора»), сказка-комедия в четырёх действиях.
- 1953 — «Волынщик из Стракониц» (Й. К. Тыл. Пьеса-сказка в трёх действиях. Перевод с чешского и новый сценический вариант Т. Габбе, Ф. Даниэл, Б. Метальникова)
- 1958 — «Сказка про солдата и змею», представление в четырёх действиях и одиннадцати картинах

### Киносценарии
- 1958 —  «Исполнение желаний» (по мотивам сказки «Зербино-нелюдим» Э. Лабулэ)

## Память
Образу и творчеству Т. Г. Габбе посвящены глава из эссе Е. Л. Шварца «Телефонная книжка», статья С. Я. Маршака «Сколько лет сказке?» («Театр». 1961. № 12), подготовленная Е. Ц. Чуковской публикация выдержек из дневников Л. К. Чуковской «Памяти Тамары Григорьевны Габбе» («Знамя». 2001. № 5).
В 2010 году на телеканале «Культура» вышла передача о Тамаре Габбе «Волшебница из Города мастеров» в авторском цикле Сергея Дмитренко «Писатели детства» (режиссёр Андрей Судиловский).

На надгробном памятнике Т. Г. Габбе выбиты строки стихотворения С. Я. Маршака, посвящённого ей: 
Когда, как тёмная вода,
Лихая, лютая беда
       Была тебе по грудь,
Ты, не склоняя головы,
Смотрела в прорезь синевы

       И продолжала путь.

## Некоторые постановки
- 1944 — «Город мастеров», Центральный детский театр (постановка Л. А. Волкова, В. С. Колесаева) (Сталинской премии Второй степени за 1943—1944 гг. в 1946 г. за спектакль удостоены постановщики, исполнитель роли Караколя И. Д. Воронов, исполнитель роли герцога де Маликорна М. С. Нейман; Т. Г. Габбе упомянута в постановлении о присуждении премий как автор пьесы, но не награждена).
- 1951 — «Город мастеров» (латыш. «Meistaru pilsēta») был поставлен в Рижском ТЮЗе на латышском языке — (реж. А. Вавере, сцен. Р. Микельсонс)
- 1959 — «Волшебные кольца Альманзора», Московский академический театр Сатиры (постановка О. Солюса).
- 1959 — «Хрустальный башмачок» («Золушка»), Калужский областной драматический театр (в ролях —  П. Г. Ванеева, Л. М. Филякина, Е. П. Хавричев).
- 1960 — «Сказка про Солдата и Змею», Орловский областной драматический театр (в ролях — В. М. Авдеева, В. С. Бурхарт).
- 2006 — «Волшебные кольца Альманзора», Саратовский академический театр юного зрителя имени Ю. П. Киселёва (постановка А. Я. Соловьёва).
- 2012 — «Волшебные кольца Альманзора», Театр юношеского творчества (постановка Д. В. Лаврова)

## Экранизации
- 1965 — Город мастеров («Беларусьфильм», реж. В. С. Бычков)
- 1977 — Кольца Альманзора (киностудия имени М. Горького, реж. И. М. Вознесенский)
- 1983 — Оловянные кольца (Ленинградское телевидение, реж. Г. И. Селянин)

## Сценарии
- 1957 — Исполнение желаний («Союзмультфильм», режиссёры В. С. и З. С. Брумберг) — сценарий мультфильма по сказке Э. Лабулэ «Зербино-нелюдим».